# Sabrina Tasselli
Sabrina Tasselli (ur. 3 kwietnia 1990 w Carpi) – włoska piłkarka, grająca na pozycji bramkarza.

## Kariera piłkarska

### Kariera klubowa
Wychowanka Reggiana, w barwach którego rozpoczęła karierę piłkarską w roku 2009. Potem występowała w klubach Tavagnacco, Bardolino Verona, Riviera di Romagna i Atletico Oristano (na wypożyczeniu). Latem 2016 wyjechała do Islandii, gdzie podpisała kontrakt z Stjarnan. Rozegrała tylko jeden mecz, po czym wróciła do Reggiana. W latach 2017–2019 broniła barw Sassuolo. W lipcu 2019 została piłkarką Juventusu Women.

### Kariera reprezentacyjna
W grudniu 2015 debiutowała w narodowej reprezentacji Włoch w meczu przeciwko Chin.

## Sukcesy i odznaczenia

### Sukcesy piłkarskie
Reggiana
- mistrz Serie B: 2016/17
- zdobywca Pucharu Włoch: 2009/10

Juventus Women
- mistrz Włoch: 2019/20